# Citrongul igelkottsspinnare
Citrongul igelkottsspinnare Rhyparia purpurata är en fjärilsart som först beskrevs av Carl von Linné 1758.  Enligt Dyntaxa ingår citrongul igelkottsspinnare i släktet Rhyparia,  men enligt Catalogue of Life är tillhörigheten istället släktet Spilosoma. Enligt båda källorna tillhör arten familjen björnspinnare, Arctiidae. Enligt den finländska rödlistan är arten nära hotad, NT i Finland. Arten är funnen vid fyra tillfällen i Sverige, senast 2021 i Skåne. Artens livsmiljö är torra gräsmarker, torra och karga åsmoar, friska gräsmarker. En underart finns listad i Catalogue of Life, Spilosoma purpurata callunae Mautz, 1933.

## Bildgalleri

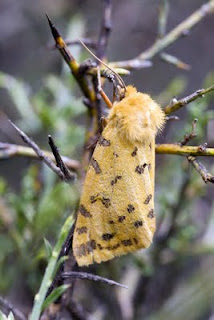
Imago fjäril
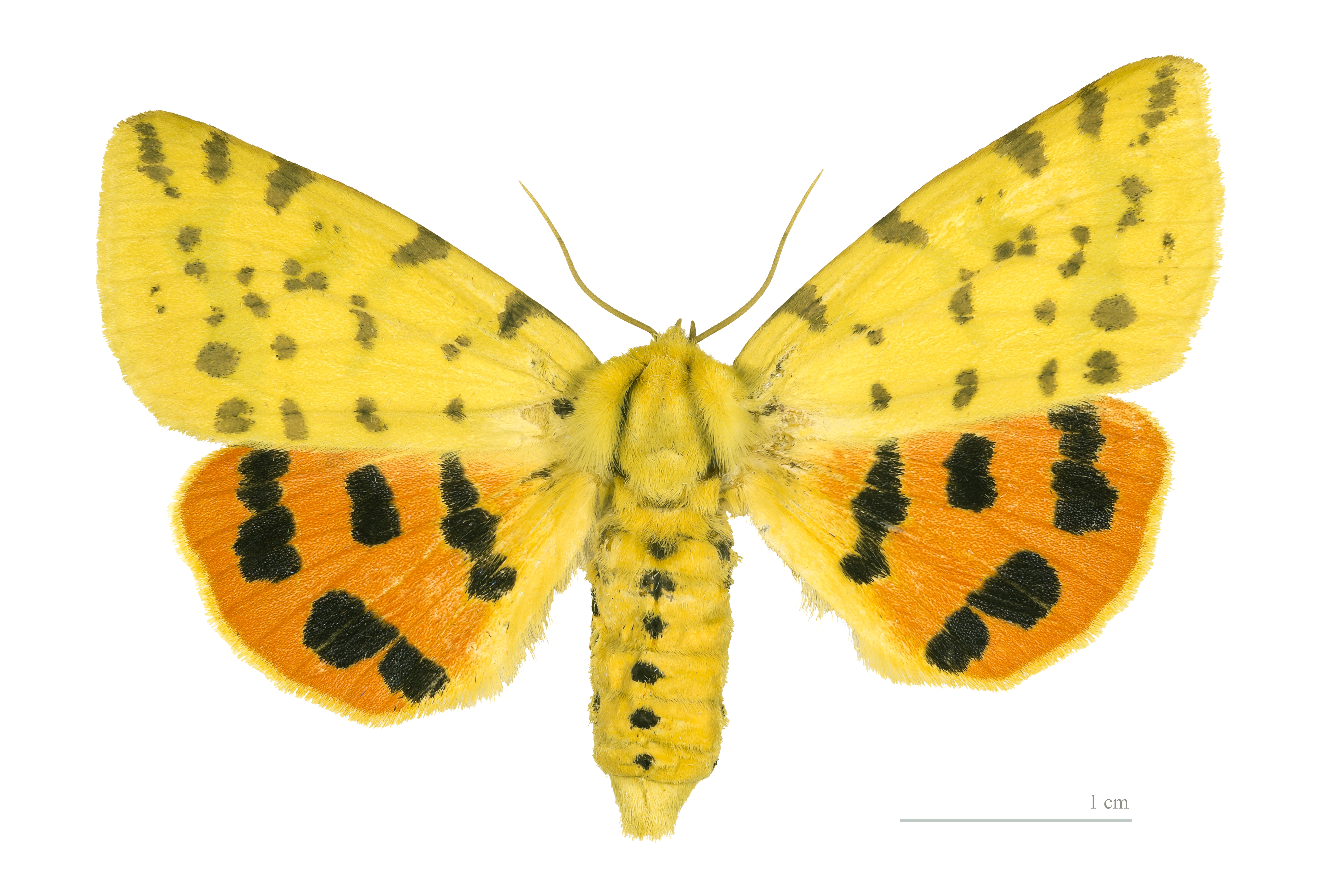
Preparerad (uppnålad) imago fjäril, ovansida
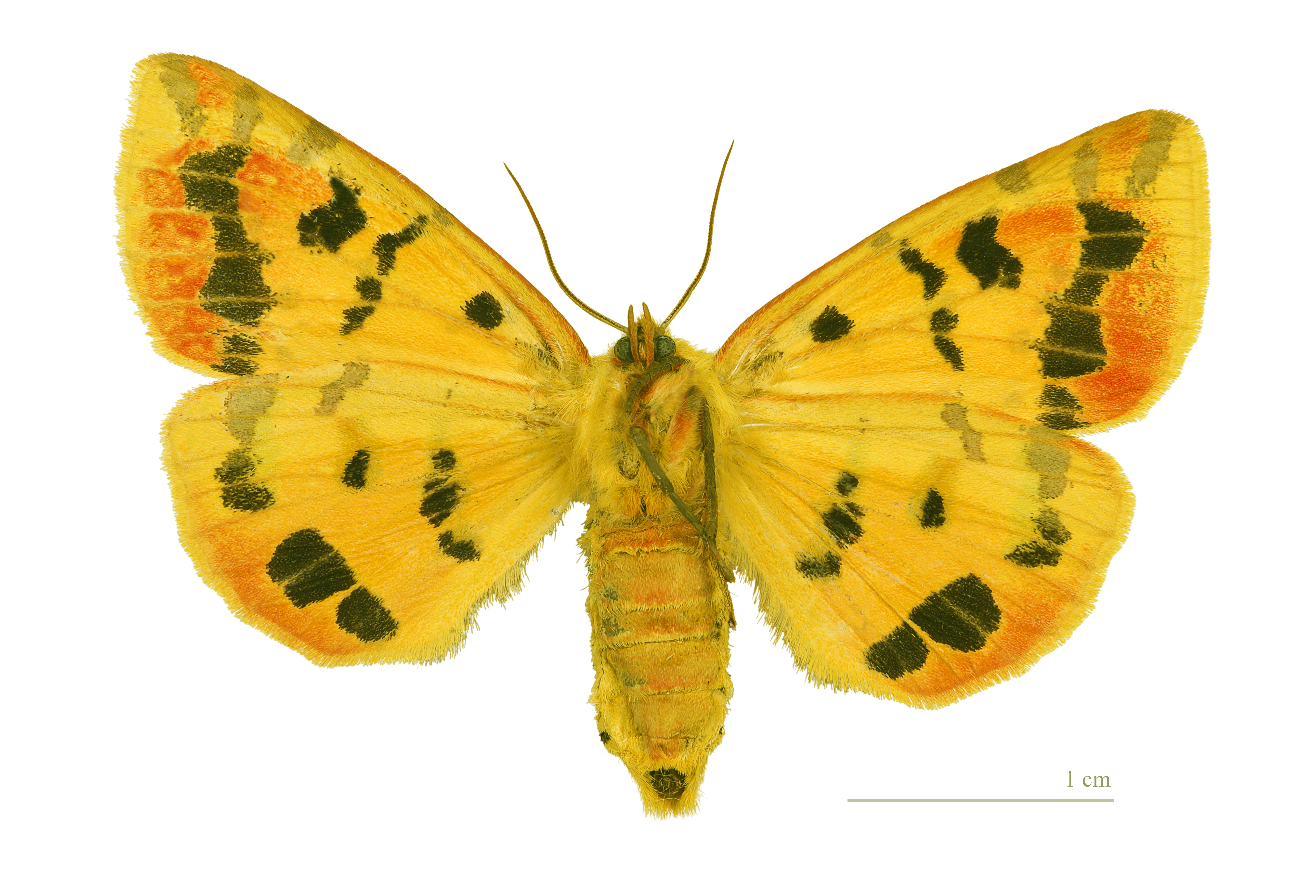
Preparerad (uppnålad) imago fjäril, undersida